# Gaya meridionalis
Gaya meridionalis är en malvaväxtart som beskrevs av Emil Hassler. Gaya meridionalis ingår i släktet Gaya och familjen malvaväxter. Inga underarter finns listade i Catalogue of Life.